# Маффиоло, Раймонд
Раймо́нд Маффиоло (нем. Raymond Maffiolo; 6 марта 1938, Женева — 28 ноября 2024) — швейцарский футболист, игравший на позиции флангового защитника.

## Биография

### Игровая карьера
На юношеском уровне Маффиоло играл на позиции нападающего. В 1955 году присоединился к клубу «Серветт», в котором прошла вся его дальнейшая карьера. В течение 15 сезонов Маффиоло играл за «Серветт», с которым выиграл два чемпионских титула в 1961 и 1962 годах. В течение 10 сезонов он был капитаном «Серветта», сменив в этой должности Жака Фаттона. Всего за «гранатовых» сыграл 321 матч и забил 8 мячей и в 1970 году завершил карьеру игрока.
За сборную Швейцарии сыграл 7 матчей, в которых не отметился забитыми мячами.

### Смерть
Скончался 28 ноября 2024 года в возрасте 86 лет.

## Достижения
«Серветт»
- Чемпион Швейцарии (2): 1960/61, 1961/62